# Kłoda (Maß)
Der Kloda, auch Maka, war ein polnisches Volumen- und Getreidemaß. Verwendung fand das Maß vorrangig für Getreide, Kohlen und wenn es nicht in Fässer verkauft wurde, auch für Salz. 
Der achte Teil des Maßes war das Pulmiarek und wurde als  das Halbmassl bezeichnet.
- 1 Kloda = 2 Korzec (Scheffel) = 532 Pfund (poln.) = 235 Liter